# Vågholmen (Bømlo)
Ne doit pas être confondu avec Vågholmen.
Vågholmen est une île norvégienne du comté de Vestland appartenant administrativement à Bømlo.

## Description
Rocheuse et couverte d'arbres, à fleur d'eau, elle s'étend sur environ 263 m de longueur pour une largeur approximative de 108 m. 